# Prix Harold Clayton Urey
Pour les articles homonymes, voir Harold Clayton Urey (homonymie).
Le prix Harold Clayton Urey est décerné tous les ans par la division de planétologie de l'Union américaine d'astronomie. Le prix récompense des avancées majeures en planétologie par un jeune astronome. Le prix est baptisé du nom de Harold Clayton Urey, lauréat du prix Nobel de chimie en 1934, pionnier de la géochimie, de la cosmochimie et de la paléoclimatologie.

## Lauréats
- 1984 : David J. Stevenson
- 1985 : Larry W. Esposito
- 1986 : Jack Wisdom
- 1987 : Steve Squyres
- 1988 : Jonathan I. Lunine
- 1989 : Christopher P. McKay (en)
- 1990 : David J. Tholen
- 1991 : Richard Binzel
- 1992 : Jack J. Lissauer
- 1993 : Roger Yelle
- 1994 : Karen Jean Meech
- 1995 : Emmanuel Lellouch
- 1996 : Heidi B. Hammel
- 1997 : Renu Malhotra (en)
- 1998 : Erik Asphaug (en)
- 1999 : Douglas P. Hamilton
- 2000 : Alessandro Morbidelli
- 2001 : Michael E. Brown
- 2002 : Brett James Gladman
- 2003 : Robin M. Canup
- 2004 : Jean-Luc Margot
- 2005 : David Nesvorný
- 2006 : Tristan Guillot
- 2007 : Francis Nimmo (en)
- 2008 : pas d'attribution
- 2009 : Sarah Stewart-Mukhopadhyay (en)
- 2010 : Jonathan Fortney
- 2011 : Eric B. Ford
- 2012 : Alberto G. Fairen
- 2013 : Anders Johansen
- 2014 : Matija Ćuk
- 2015 : Geronimo Villanueva (en)
- 2016 : Leigh Fletcher
- 2017 : Bethany Ehlmann
- 2018 : Francesca DeMeo
- 2019 : Kelsi Singer (en)
- 2020 : Rebekah Dawson
- 2021 : Lynnae Quick (en)